# Praxias-Gruppe

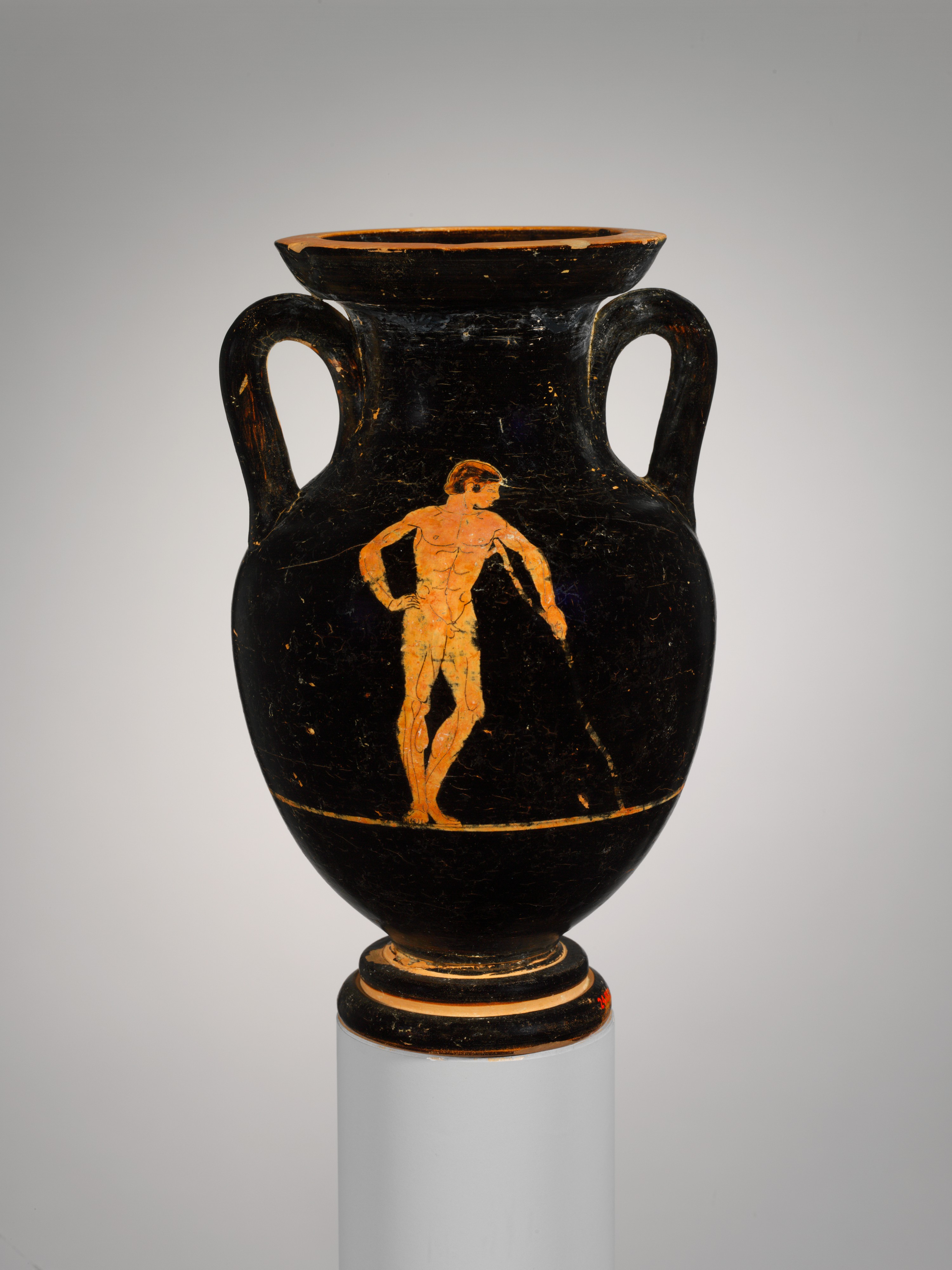
Amphora mit der Darstellung eines Athleten, Anfang des 5. Jahrhunderts v. Chr., Metropolitan Museum of Art 24.97.7

Als Praxias-Gruppe wird eine Gruppe etruskischer Vasenmaler des pseudo-rotfigurigen Stils bezeichnet.
Die Maler der Praxias-Gruppe dekorierten vor allem Bauchamphoren, Halsamphoren, Stamnoi, Peliken, Kratere, Hydrien, Kannen und einhenkelige Kantharoi. Die meisten der erhaltenen Stücke der Gruppe fand man in Vulci, wo auch die Werkstatt der Gruppe um ihren wichtigsten Vertreter, den Praxias-Maler, dem vier Amphoren zugeschrieben werden, vermutet wird. Dafür sprechen die Formen der Gefäße wie auch die Maltechniken. Die gezeigten Bilder der Gruppe orientieren sich am griechischen Mythos, sind aber nicht immer den griechischen Mythen eindeutig zuzuordnen. Möglicherweise werden nur Formen, aber nicht wirklich Bildthemen imitiert. Die Werke des Malers werden ins zweite Viertel des 5. Jahrhunderts v. Chr. datiert und rezipieren damit mit als erste Etrusker die attisch-rotfigurige Technik. Wahrscheinlich hatten die Künstler ihre Werkstatt oder Werkstätten in Vulci.